# 崔灿
崔灿（1988年1月18日—），中国山东省济南市人，围棋职业五段棋手。他2001年入段，2007年升为五段。他进入2012年第1届百灵杯32强，于2005年、2009年至2011年代表山东队参加围甲联赛。

## 国际比赛成绩
2012年第1届百灵杯预选赛连胜孟泰龄、杨一、朱亨煜进入本赛。本赛首轮战胜世界冠军朴文垚进入32强，后负于朴正祥。